# Dhuvaafaru
Dhuvaafaru (malediw. ދުވާފަރު) – wyspa na Malediwach, na atolu Raa. Według danych na rok 2014 liczyła 3016 mieszkańców.
Trudne zadanie przesiedlenia ofiar tsunami i utworzenia nowej społeczności wyspiarskiej na Dhuvaafaru zostało podjęte przez Międzynarodową Federację Stowarzyszeń Czerwonego Krzyża i Czerwonego Półksiężyca na mocy porozumienia zawartego z rządem Malediwów w maju 2005 r. Chociaż Dhuvaafaru do niedawna było niezamieszkane, istnieją fizyczne i literackie dowody na to, że wyspa była zamieszkana ponad 200 lat temu. Słynny bohater wojenny Dhandahelu — przedstawiony w historii wojny o niepodległość Malediwów przeciwko inwazji Portugalii w XVII wieku — nosi imię tej wyspy i jest określany w literaturze historycznej jako Dhuvaafaru Dhandahelu (co oznacza Dhandahelu z Dhuvaafaru). 